# Bauxitbergbau in Australien

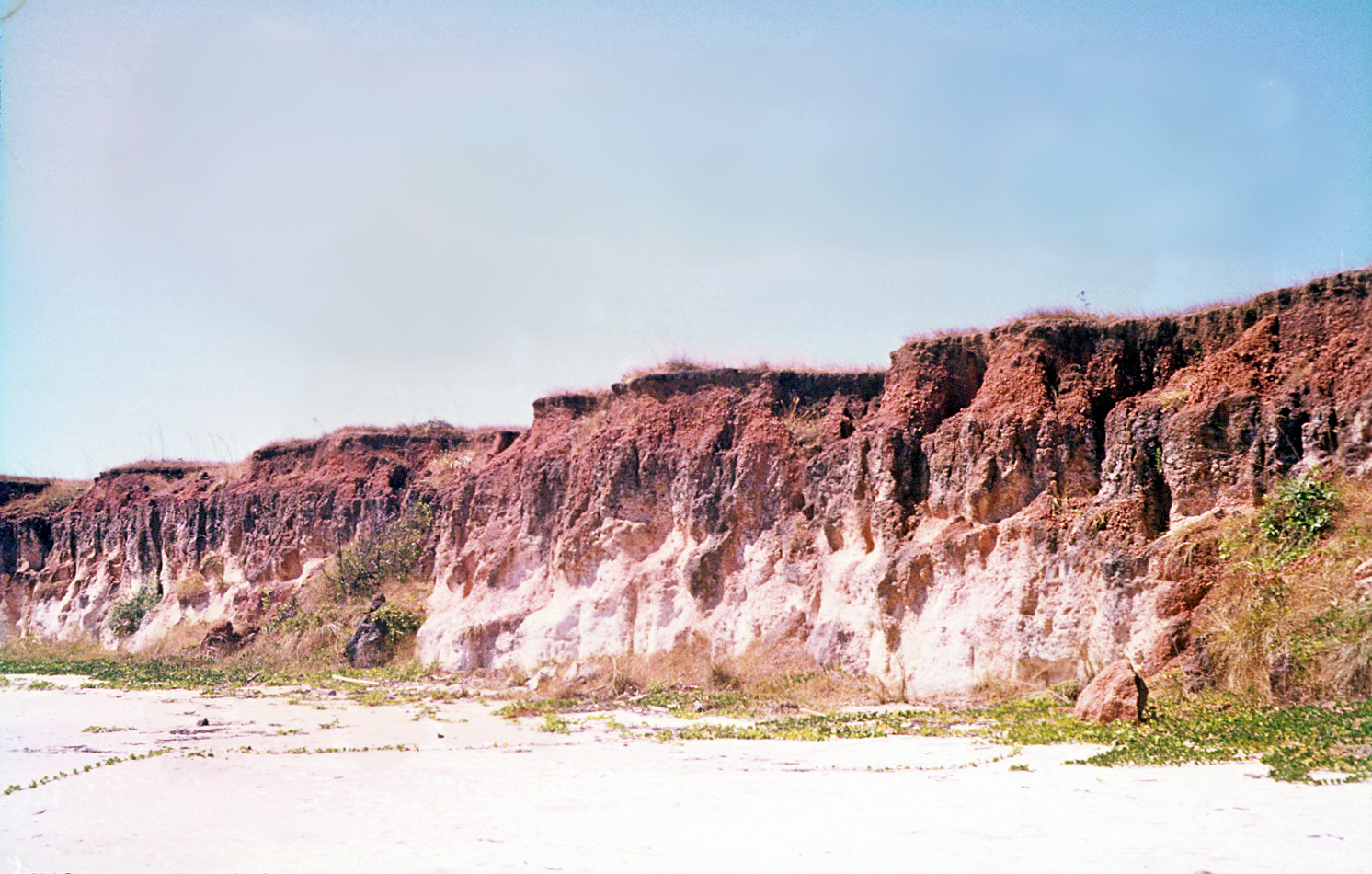
Bauxitlagerstätte bei Weipa

Der Bauxitbergbau in Australien wird durch die großen Lagerstätten begünstigt, dies machte 2010 u. a. Australien zum größten Produzenten von Bauxit mit 71,5 Millionen Tonnen und 2009 war dieses Land der fünftgrößte Hersteller von Aluminium. Aus Bauxit wird Aluminium hergestellt. In Australien gibt es fünf große Bergwerke, in denen Bauxit abgebaut, sieben Aluminiumoxid-Raffinerien, die das Bauxit mittels des Bayer-Verfahrens zu Aluminiumoxid verarbeiten und sechs Aluminiumhütten, die mit großindustriellen Anlagen der Schmelzelektrolyse Aluminium mit hohem Energieaufwand herstellen.
Die Bauxitvorkommen, die abgebaut werden, befinden sich in Western Australia, Queensland und im Northern Territory; nicht erschlossene Vorkommen in den Gebieten des Mitchell Plateaus und Cape Bougainville in Western Australia, Cape York Peninsula in Queensland und im zentralen New South Wales.
2008 wurden 80 Prozent des in Australien produzierten Aluminiums exportiert und die wirtschaftlich verwertbaren Ressourcen werden auf 6,2 Gigatonnen geschätzt.
Der Absatz von Aluminium gilt als ein Konjunkturindikator der Weltwirtschaft, beispielsweise sank die weltweite Aluminiumproduktion infolge der Finanzkrise 2008 im Folgejahr um mehr als 10 Prozent. Aluminium wird vor allem im Flugzeug-, Motoren- und Leichtbau verwendet.

## Geschichte
Die Aluminiumverarbeitung in Australien begann 1914 mit Druckguss aus importiertem Aluminium. Aluminiumleitungen für elektrische Anwendungen wurden hier ab 1922 hergestellt.
Erst in den 1930er Jahren weitete sich die industrielle Produktion aus. 1936 wurde die Australian Aluminium Company bei Grainville bei Sydney gegründet, die sich auf die Herstellung militärischer Ausrüstung beschränkte. Im April 1941 beschloss die australische Regierung, die Unabhängigkeit von ausländischen Aluminiumlieferungen zu erreichen und erteilte eine Lizenz zum Bau einer Aluminiumhütte. Die erste Aluminiumhütte war die Bell-Bay-Aluminiumhütte in Tasmanien, deren Bau 1948 begann und die im September 1955 die erste Aluminiumbarren produzierte. Im ersten Produktionsjahr wurden insgesamt 9.000 Tonnen Aluminium hergestellt, das hierfür erforderliche Bauxit hierfür kam allerdings noch aus Malaysia und Indonesien.
Bauxit wurde in der Darling Range in Western Australia bereits in den frühen 1940er Jahren entdeckt. In den 1950er Jahren wurden weitere große Bauxitvorkommen entdeckt, die weltweites Interesse hervorriefen. Das Unternehmen Western Australia Mining erkundete eine dieser großen Bauxit-Lagerstätten und die Jarrahdahle-Bauxitmine wurde 1963 von Alcoa World Alumina and Chemicals (AWAC) als der erste großindustrielle Bauxit-Bergbau in Australien eröffnet.
Die Bell-Bay-Aluminiumhütte auf Tasmanien war überhaupt die erste industrielle Aluminiumhütte, die in der südlichen Hemisphäre entstand, als sie 1955 als Gemeinschaftsunternehmen der australischen und tasmanischen Regierung gegründet wurde. Im ersten Jahre der Produktion entstanden 1.200 Tonnen Aluminium. 1960 übernahm Comalco Industries Pty Limited diese Aluminiumhütte, ein Unternehmen, das in der späteren Rio Tinto Alcan aufging.
1955 entdeckten Geologen das große Bauxitvorkommen auf der Gove-Halbinsel im Reservat der Aborigines der Yolngu bei Weipa in Queensland. Durch den Comalco Act of 1957 wurde der Status des Reservats aufgehoben und die Jarrahdahle-Bauxitmine erhielt eine Bergbaulizenz auf 5.760 km² des Aborigines-Reservats an der Westküste der Cape York Peninsula. Der Bauxitabbau begann im Jahr 1960. Die Yolngu waren mit diesem Gesetz und dem Abbau in ihrem Gebiet nicht einverstanden. Später stellte sich heraus, dass die Aborigines nicht am Gesetzesvorhaben beteiligt waren, sondern dass die Regierung lediglich mit Vertretern der dortigen Aborigines-Missionsstation in Yirrkala verhandelt hatte. 1963 entschied die liberalkonservative Regierung von Robert Menzies, dass der Bergbau genehmigt wird. Daraufhin wandten sich die Yolngu mit der Yolngu Bark Petition, die sie 1963 auf eine Baumrinde schrieben, gegen die Errichtung einer Bauxit-Mine auf ihrem traditionellen Land. Später gab es weitere vertragliche Regelungen, die den weiteren Bauxitabbau ermöglichten und die Interessen der Aborigines am Abbau berücksichtigen und sie beteiligen.
Das Interesse an den australischen Bauxitvorkommen stieg in den 1970er Jahren an, weil sich Öl stark verteuerte und dieses vor allem zur Erzeugung elektrischer Energie für die Aluminiumherstellung verwendet wurde. Auf der Suche nach preisgünstigeren Alternativen bot sich Australiens Energieerzeugungs-System mit den Kohlekraftwerken an.
2010 stellte AWAC zwischen 10 und 11 Prozent der Aluminiumoxid-Weltproduktion her.

## Lagerstätten
Das Volumen der australischen Bauxitproduktion lag im Jahr 2010 bei 71,5 Millionen Tonnen.
Die fünf großen Bauxit-Bergwerke mit dem größten Abbauvolumen im Jahr 2010 waren die Boddington- (BHP Billiton), Wollowdale- und Huntly- (beide Alcoa World Alumina and Chemicals) in Western Australia, Gove- im Northern Territory und Weipa-Bauxitmine (beide Rio Tinto Alcan) in Queensland. Die Bergwerke werden von international agierenden Bergwerkskonzernen betrieben.
Gegen die Errichtung der Bauxitbergwerke in der Darling Range in Western Australia gab es langanhaltende Proteste und in der zweiten Hälfte 1979 energischen Widerstand von Natur- und Umweltschützern.
Die Bauxit-Lagerstätten auf der Gove-Halbinsel und bei Weipa in Queensland haben einen Aluminiummineral-Anteil von nahezu 50 Prozent und gehören damit zu den Lagerstätten mit dem höchsten Gehalt. In den Lagerstätten Western Australias, die in der Darling Range und auf dem für den Bergbau noch nicht erschlossenen Mitchell Plateau liegen, ist der Gehalt mit etwa 30 Prozent relativ niedrig.
Die meisten australischen Lagerstätten führen einen hohen Gehalt an Kieselsäure, der einen höheren Anteil von Natriumhydroxid bei der Herstellung erfordert, was die Herstellkosten erhöht und die Entsorgungsproblematik verschärft. Dem steht gegenüber, dass diese Lagerstätten oberflächennah liegen, bergbaulich relativ einfach zu erschließen und kostengünstig zu betreiben sind.
Die sechs australischen Aluminiumhütten produzierten 2010 1,94 Millionen Tonnen Aluminium, davon wurden 1,69 Millionen Tonnen exportiert.

## Entstehung
Bauxit ist das am häufigsten vorkommende Erz in der Erdkruste und die Mineralform von Aluminium. Um aus Bauxit Aluminium herzustellen, muss das in Mineralform vorliegende Bauxit zu Aluminiumhydroxid durch Aufschließen in Natronlauge im Bayer-Verfahren gewonnen werden. Anschließend wird durch Entziehen des Wassers durch Brennen, Sintern oder Kalzinieren Aluminiumoxid hergestellt, das in Aluminiumhütten zu Aluminium unter hohem Energieaufwand im Hall-Héroult-Prozess verarbeitet wird.
Die in Australien vorkommenden Bauxite werden in der Geologie als Lateritbauxite beschrieben, die durch lateritische Verwitterung unterschiedlicher silikatischer Gesteine wie Granit, Gneis, Syenit, Ton und Tonschiefer entstanden. In diesem mineralogisch-chemischen Prozess werden Gesteine an der Erdoberfläche unter dem Einfluss hoher Temperaturen und durch Niederschläge tiefgründig zersetzt, wobei die in den Ausgangsgesteinen befindlichen Minerale weitestgehend gelöst werden. In der Verwitterungsphase werden die leicht löslichen Elemente Natrium, Kalium, Calcium, Silicium (Kieselsäure) usw. durch das einsickernden Niederschlagswasser ausgespült und es kommt zu einer Anreicherung der schwer löslichen Elemente Eisen und Aluminium.
In Australien ist Bauxit in verwitterten Gesteinen als Pisoid in einer durchschnittlichen Größe von etwa 5 Millimetern gebildet worden. Die Bauxitschichten, die normalerweise in Australien eine Mächtigkeit von 3 bis 5 Metern erreichen, liegen etwa einen halben Meter unterhalb des Mutterbodens.

## Umwelt
Die Bauxitvorkommen Australiens, die abgebaut werden, liegen in geringer Entfernung zu Australiens Küsten. Die Aluminiumhütten liegen unmittelbar an der Küste, wo auch Energie in ausreichender Menge zur Verfügung steht, die zur Herstellung von Aluminium in großem Umfang erforderlich ist. Beispielsweise betreibt Alcoa of Australia drei Raffinerien in der Nähe bewohnter Gebiete. Es ist die Pinjarra-, Kwinana- und Wagerup-Aluminiumoxidraffinerie, die Aluminiumoxid herstellen. In diesen Anlagen wird fein gemahlener Bauxit mit konzentrierter Natronlauge im Bayer-Verfahren bei ca. 7 bar und etwa 180 °C versetzt, was neben hohem Energieverbrauch auch zu Umweltbelastungen führen kann.
Da in Australien elektrische Energie vor allem durch Kohlekraftwerke erzeugt wird, kommt es zu weiteren Umweltbelastungen. Beispielsweise verbrauchen die beiden Schmelzelektrolyse-Anlagen von Alcoa in der Portland-Aluminiumhütte im Westen von Victoria und Point-Henry-Aluminiumhütte in Geelong 18 bis 25 Prozent der Elektroenergie des gesamten Bundesstaates Victoria. In diesen Anlagen wird Aluminiumoxid unter Zusatz von Kryolith als Schmelzmittel bei etwa 1000 °C geschmolzen und in Elektrolyse-Zellen bei hohem Energieeinsatz zu Aluminium im Hall-Héroult-Prozess, einer Schmelzflusselektrolyse hergestellt.
Sofern auf dem Bergwerksgelände keine Verarbeitungsanlagen des Erzes vorhanden sind, erfolgt ein Transport des Erzes auf Eisenbahnen, LKWs oder mit Förderbändern. Dies geschieht beispielsweise in Western Australia mit einem 51 Kilometer langen Förderband von der Boddington-Bauxitmine zur Worsley-Aluminiumoxidraffinerie.

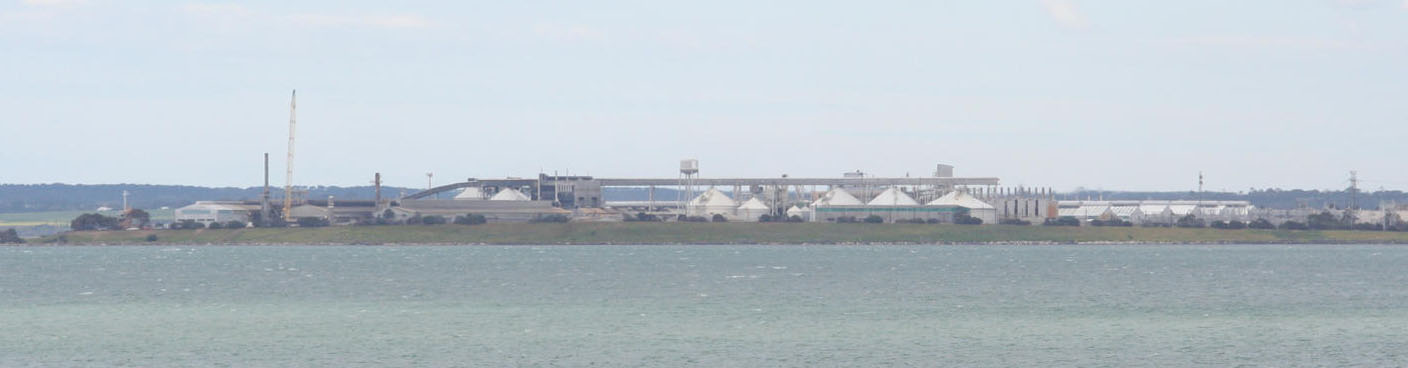
Die Point-Henry-Aluminiumhütte von der Alcoa World Alumina and Chemicals Australia an der Corio Bay bei Geelong in Victoria

Neben dem Energieaufwand und der entweichenden Wärme bei der Bauxitaufbereitung zur Aluminium-Herstellung werden beim Abbau von Bauxit große Landschaftsflächen verbraucht, die rekultiviert werden müssen. Dies kann dadurch bewerkstelligt werden, dass der ursprüngliche Mutterboden deponiert und anschließend zur Rekultivierung wieder verwendet wird. Bei der Lösung des abgebauten Bauxits entsteht basischer Rotschlamm, der deponiert und sicher gelagert werden muss. Rotschlamm enthält ätzende Natronlauge, giftige Schwermetalloxide und etwa ein Prozent Schwermetallhydroxide. Die giftigen Komponenten wie Fluoride, Arsenate, Chromate und Vanadate können aus dem Schlamm ausgewaschen werden. Die Aluminium-Ionen sind für Mikroorganismen schädlich und toxisch für Tiere und Pflanzen. Rotschlammdeponien sollten deshalb an ihrer Oberfläche abgedeckt sein und keinen Kontakt mit Grundwasser haben. Bei der Herstellung von Aluminium entweicht Fluor und Fluorwasserstoff, was in Gänze nicht zu vermeiden ist und Kohlenmonoxid (CO) und Kohlendioxid (CO2) werden freigesetzt.
Bewohner im Gebiet der Wangerup-Raffinerie, insbesondere die von Yarloop, beschweren sich seit langem über gesundheitliche Beeinträchtigung und Erkrankungen, deren Ursache ihrer Meinung in der Luftverschmutzung liegt.

## Übersicht

### Bauxitminen
Die fünf Bauxitminen in Australien, sortiert nach Bundesstaat, sind (Stand 2010):
- Boddington-Bauxitmine in Western Australia (BHP Billiton und Worsley Alumina)
- Huntly-Bauxitmine in Western Australia (Alcoa of Australia)
- Willowdale-Bauxitmine in Western Australia (Alcoa of Australia)
- Gove-Bauxitmine im Northern Territory (Rio Tinto Alcan)
- Weipa-Bauxitmine in Queensland (Rio Tinto Alcan)

### Aluminiumoxid-Raffinerien
Die sieben Aluminiumoxid-Raffinerien, sortiert nach Bundesstaat, sind (Stand 2010):
- Gove-Aluminiumoxidraffinerie im Northern Territory (Rio Tinto Alcan)
- Yarwun-Aluminiumoxidraffinerie in Queensland (Rio Tinto Alcan)
- Queensland Alumina Limited (QAL) in Queensland (Rio Tinto Alcan und RUSAL)
- Kwinana-Aluminiumoxidraffinerie in Western Australia (Alcoa of Australia)
- Pinjarra-Aluminiumoxidraffinerie in Western Australia (Alcoa of Australia)
- Wagerup-Aluminiumoxidraffinerie in Western Australia (Alcoa of Australia)
- Worsley-Aluminiumoxidraffinerie in Western Australia (BHP Billiton und Worsley Alumina)

### Aluminiumhütten
Die sechs Aluminiumhütten, sortiert nach Bundesstaat, sind (Stand 2010):
- Bell-Bay-Aluminiumhütte in Tasmanien (Rio Tinto Alcan)
- Boyne-Island-Aluminiumhütte in Queensland (Rio Tinto Alcan)
- Kurri-Kurri-Aluminiumhütte in New South Wales (Hydro Aluminium)
- Tomago-Aluminiumhütte in New South Wales (Rio Tinto Alcan, CSR, Hydro Aluminium)
- Point-Henry-Aluminiumhütte in Victoria (Alcoa of Australia)
- Portland-Aluminiumhütte in Victoria (Alcoa of Australia)

### Sonstiges
Des Weiteren gibt es in Australien zwölf Extrusionsmühlen zur Erzverarbeitung und zwei Aluminium-Walzwerke.
In Australien bildet das Aluminium Council die Spitzenorganisation der Aluminiumproduzenten, die ihre Interessen wahrnimmt. Nach Angaben dieses Interessenverbandes waren 2010 in der Aluminiumproduktion 16.700 Personen (2009: 13.000) und 2.900 Vertragsarbeiter (2009: 4.400) beschäftigt.